# 스웨그
"스웨그"는 2020년에 개봉한 대한민국의 영화이다.

## 캐스팅
- 니엘  : 엘 역
- 최규진  : 제이 역
- 이보림  : 오지 역
- 김선아  : 선아 역
- 정애연  : 이모 역
- 신영규  : 레퍼 스푼 역
- 정기성  : 레퍼 나이프 역
- 석영훈  : 레퍼 포크 역
- 천현진 : 현진 역
- 유수정 : 수정 역
- 성민아 : 아르바이트생 역
- 박성현 : 싱어 역
- 이동현 : 공연장 남 1 역
- 원근수 : 공연장 남 2 역
- 김석영 : 레퍼 A 역
- 이왕수 : 프로듀서 역
- 이루아 : 10대 소녀 역
- 정헌영 : 노트북남 역
- 정영도 : 기획실장 역
- 이병훈 : J 매니져 역
- 박용제 : 취객남 친구 1 역
- 오현석 : 취객남 친구 2 역
- 요요미 : L의 팬 역
- 김병춘 : 소속사 대표 역 (특별출연)
- 조상기 : 마 실장 역 (특별출연)
- 김도연 : 10대 소녀 엄마 역 (특별출연)
- 이재윤 : 쿨가이 역 (특별출연)
- 배현경 : 취객남 역 (특별출연)
- 장필 : 뮤직비디오 감독 역 (특별출연)
- 제이켠 : 아티스트 1 역 (특별출연)
- 우탄 : 아티스트 2 역 (특별출연)
- 우디 : 아티스트 2 역 (특별출연)

## 같이 보기
- 2020년 대한민국의 영화 목록